# MCG+07-33-027
MCG+07-33-027 è una galassia a spirale (S0) situata nella costellazione di Ercole alla distanza di oltre 330 milioni di anni luce dalla Terra. 
L'immagine raccolta dal Telescopio spaziale Hubble ci mostra la galassia vista di faccia (face-on).
È una galassia starburst in cui è presente un'elevata attività di formazione stellare, ad un tasso di circa 100 nuovi astri all'anno. Ma dal momento che è una cosiddetta galassia di campo, cioè si trova in una posizione piuttosto isolata, l'intensa formazione di nuove stelle non può essere spiegata a causa di interazioni gravitazionali con altre galassie. Al momento non è stata formulata alcuna ipotesi plausibile.
Nel 2005, in questa galassia, è stata individuata la supernova SN 2005bk di tipo Ic.